# Macromia ellisoni
Macromia ellisoni är en trollsländeart som beskrevs av Fraser 1924. Macromia ellisoni ingår i släktet Macromia och familjen skimmertrollsländor. IUCN kategoriserar arten globalt som livskraftig. Inga underarter finns listade i Catalogue of Life.